# Rana japonica
Espèce
Synonymes
- Rana temporaria var. japonica Günther, 1859 "1858"
- Rana middendorffi Steenstrup, 1869
- Rana martensi Boulenger, 1886

Statut de conservation UICN

 LC  : Préoccupation mineure
Rana japonica est une espèce d'amphibiens de la famille des Ranidae.

## Répartition
Cette espèce est endémique du Japon. Elle se rencontre sur les îles de Honshū, de Shikoku, de Kyūshū, dans les îles Oki et l'archipel Ōsumi. Elle a été introduite sur l'île de Hachijōjima,.

## Description

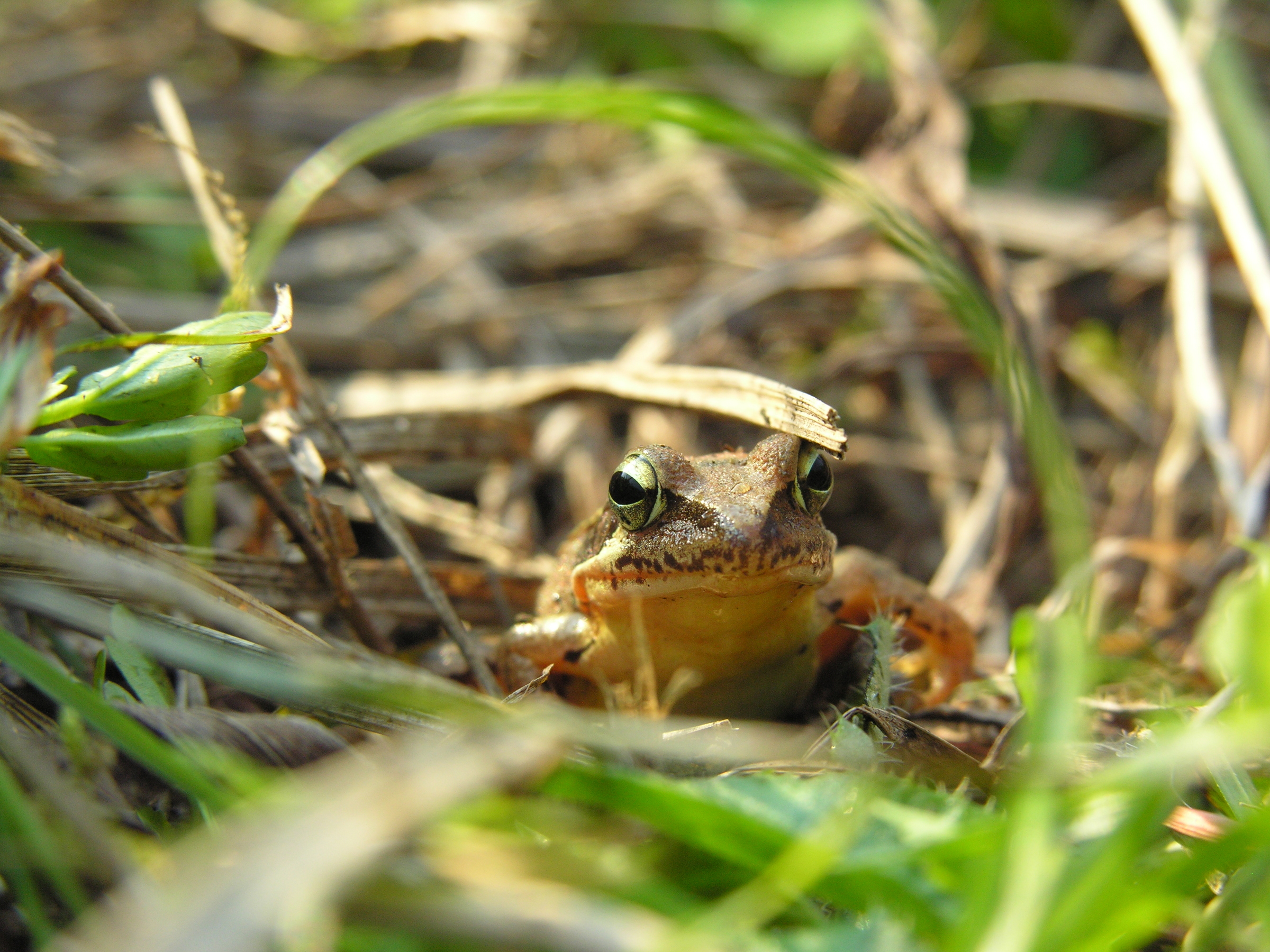
Rana japonica

Rana japonica mesure de 48 à 54 mm. Elle est de couleur rousse à brun-orangé et porte, au niveau des tympans, une tache brun foncé. Ses bourrelets dorsaux sont fins et rectilignes.

## Reproduction
La ponte, qui a lieu de janvier à mars, comporte de 500 à 3 000 œufs. Les têtards se métamorphosent soit au premier été, soit après une année supplémentaire.

## Mutation
À l'état naturel, certains individus de Rana japonica présentent une mutation rendant leur peau très claire. Cela a donné l'idée à l'équipe du professeur Masayuki Sugita (Institut de biologie des amphibiens d'Hiroshima) de sélectionner des grenouilles afin d'obtenir des individus à la peau transparente permettant de voir leurs organes internes.

## Étymologie
Cette espèce est nommée en référence au lieu de sa découverte, le Japon.

## Publication originale
- Günther, 1859 "1858" : Catalogue of the Batrachia Salientia in the collection of the British Museum (texte intégral).